# 捷克奧林匹克委員會
捷克奧林匹克委員會（Czech Olympic Committee）是捷克的國家奧林匹克委員會。該組織成立於1899年，是國際奧林匹克委員會和歐洲奧林匹克委員會的成員。1994年，首次派員參加在冬季奧運會。
現時，捷克奧林匹克委員會的總部設在首都布拉格，主席是Jiří Kejval。

## 資料來源
1. ↑  .   [2014-05-26]. （原始内容存档于2008-11-20）.